# Pablo Speratus

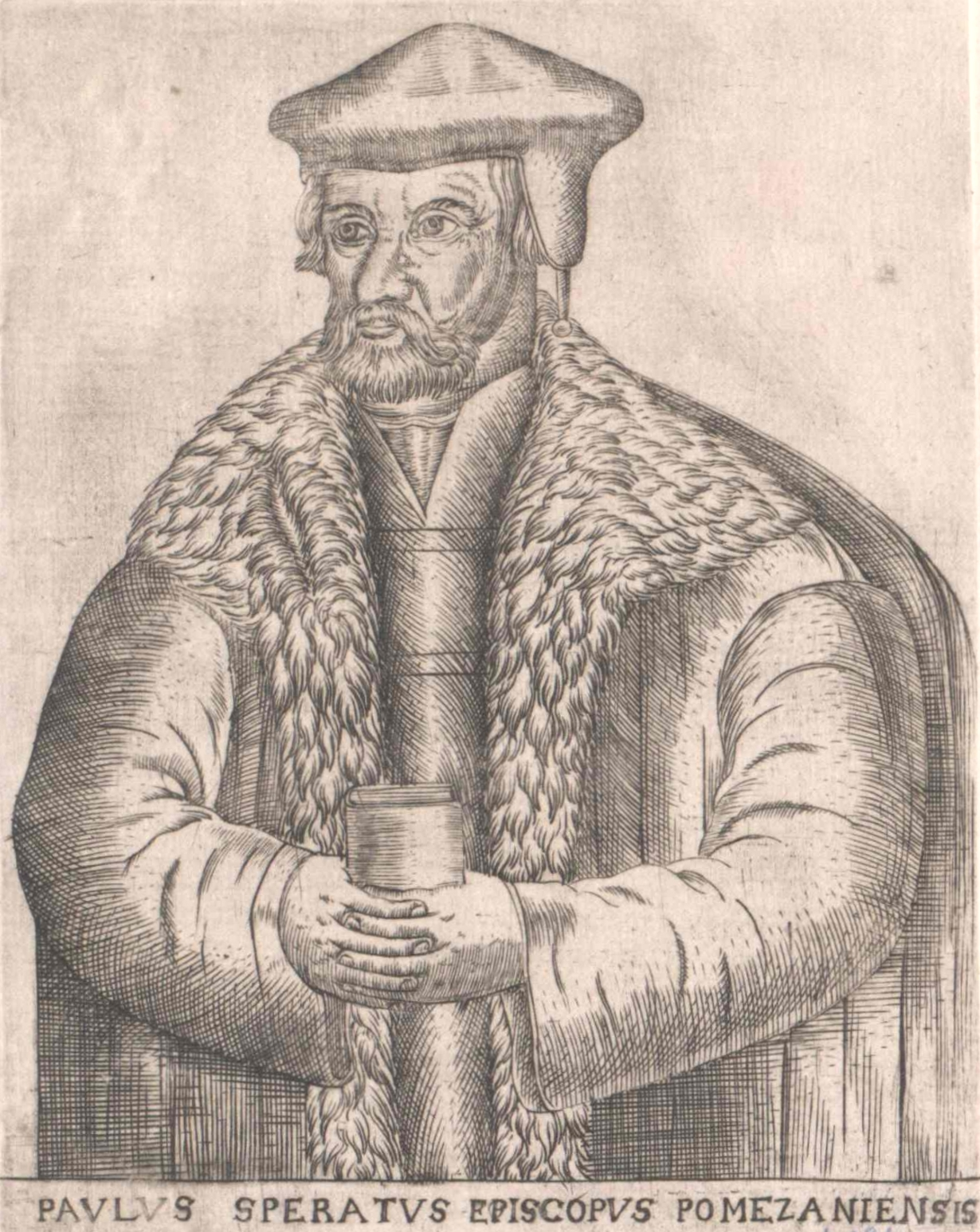
Pablo Speratus

Pablo Speratus (Rötlen, Ellwangen, 13 de diciembre de 1484 – Marienwerder, 12 de agosto de 1551) fue un sacerdote católico que se convirtió en predicador protestante y compositor de himnos. En 1523 ayudó a Martín Lutero a crear el primer Himnario Luterano, publicado en 1524 y denominado Achtliederbuch.

## Primeros años

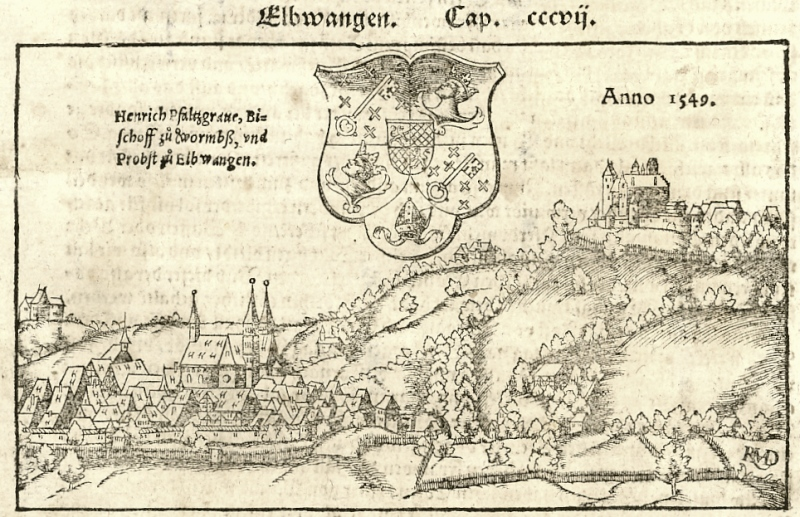
Ellwangen 1549

Pablo Speratus nació probablemente en el seno de una rica familia. Su apellido original, latinizado a Speratus puede haber sido Spreter, Hoffer u Offer. En sus últimos años escribió su nombre como «von Rötlen» (de Rötlen) o «von Ellwangen, Priester der Diöcese Augsburg» (de Ellwangen, cura de la Diócesis de Augsburgo).
Realizó sus primeros estudios en París y en Italia, así como probablemente en Friburgo y Viena. En 1506 fue ordenado sacerdote católico. En 1517 escribió un poema elogiando a Johann Eck, un católico conservador que pronto sería un importante crítico de las nuevas doctrinas de Lutero. Por la misma época, el papa nombró a Speratus conde palatino papal. En 1520, luego de pasar varios años como predicador en la catedral de Salzburgo, fue predicador de la catedral de Wurzburgo.

## Discípulo de Martín Lutero
El 31 de octubre de 1517, Martín Lutero escribió a su obispo, Alberto de Brandeburgo, protestando por la venta de indulgencias y adjuntando una copia de sus 95 tesis. Durante la primera parte de su ministerio, Lutero se veía a sí mismo como un reformador dentro de la iglesia católica, al igual que lo fueron varios tempranos seguidores como Speratus.
En noviembre de 1521, sin embargo, Speratus contrajo matrimonio y fue obligado a abandonar su cargo, viajando primero a Salzburgo y después a Hungría. Fue excomulgado en 1522, tra haber pronunciado un sermón en Viena denunciando sus votos monásticos. En 1523 fue apresado y condenado a la hoguera, aunque fue salvado por la intervención de amigos y con la condición de que abandonara Moravia. Estando en prisión Speratus compuso su himno más famoso, Es ist das Heil uns kommen her, en el cual se basó Johann Sebastian Bach para componer su cantata homónima BWV 9.

## Achtliederbuch

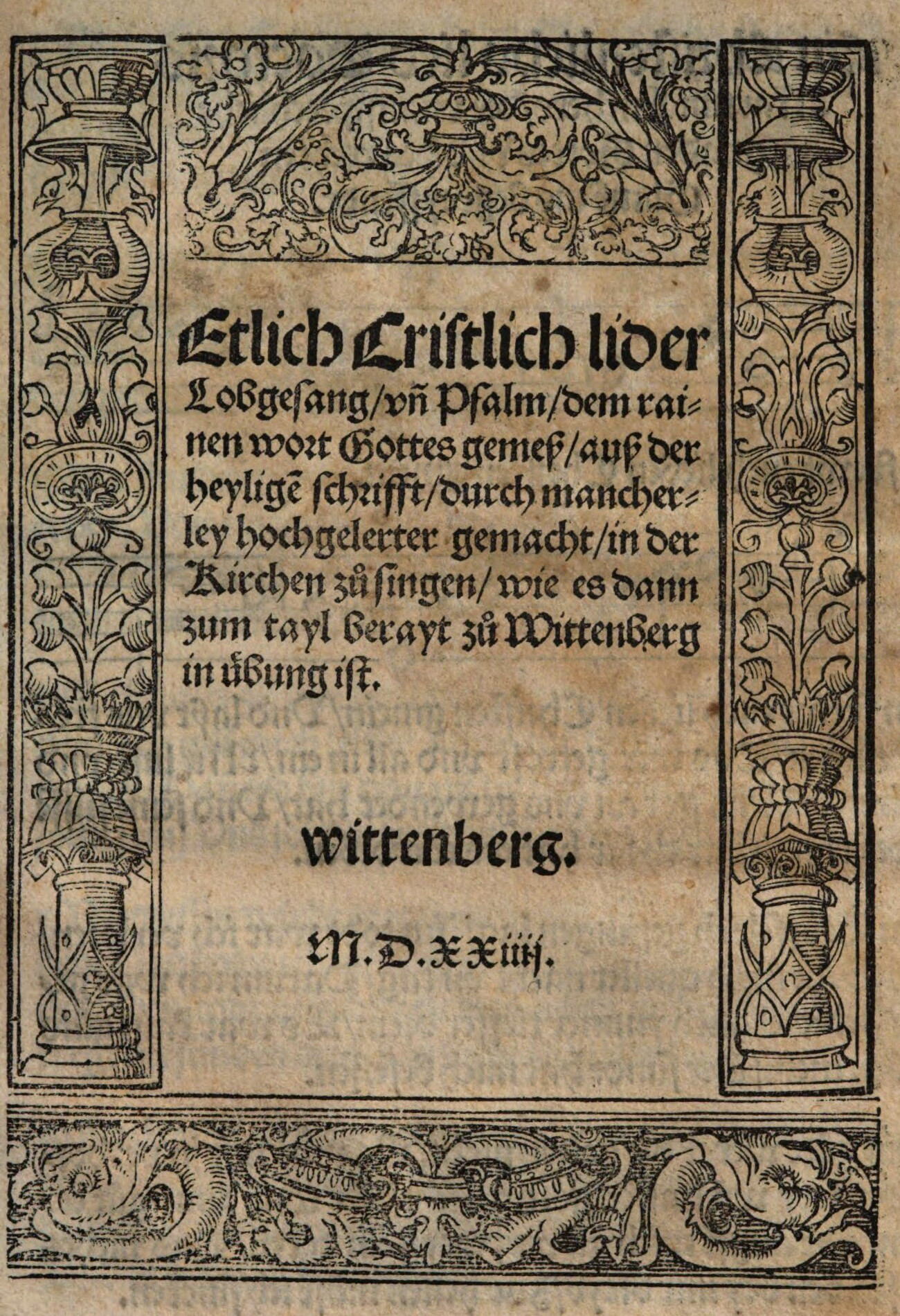
Portada del Achtliederbuch.

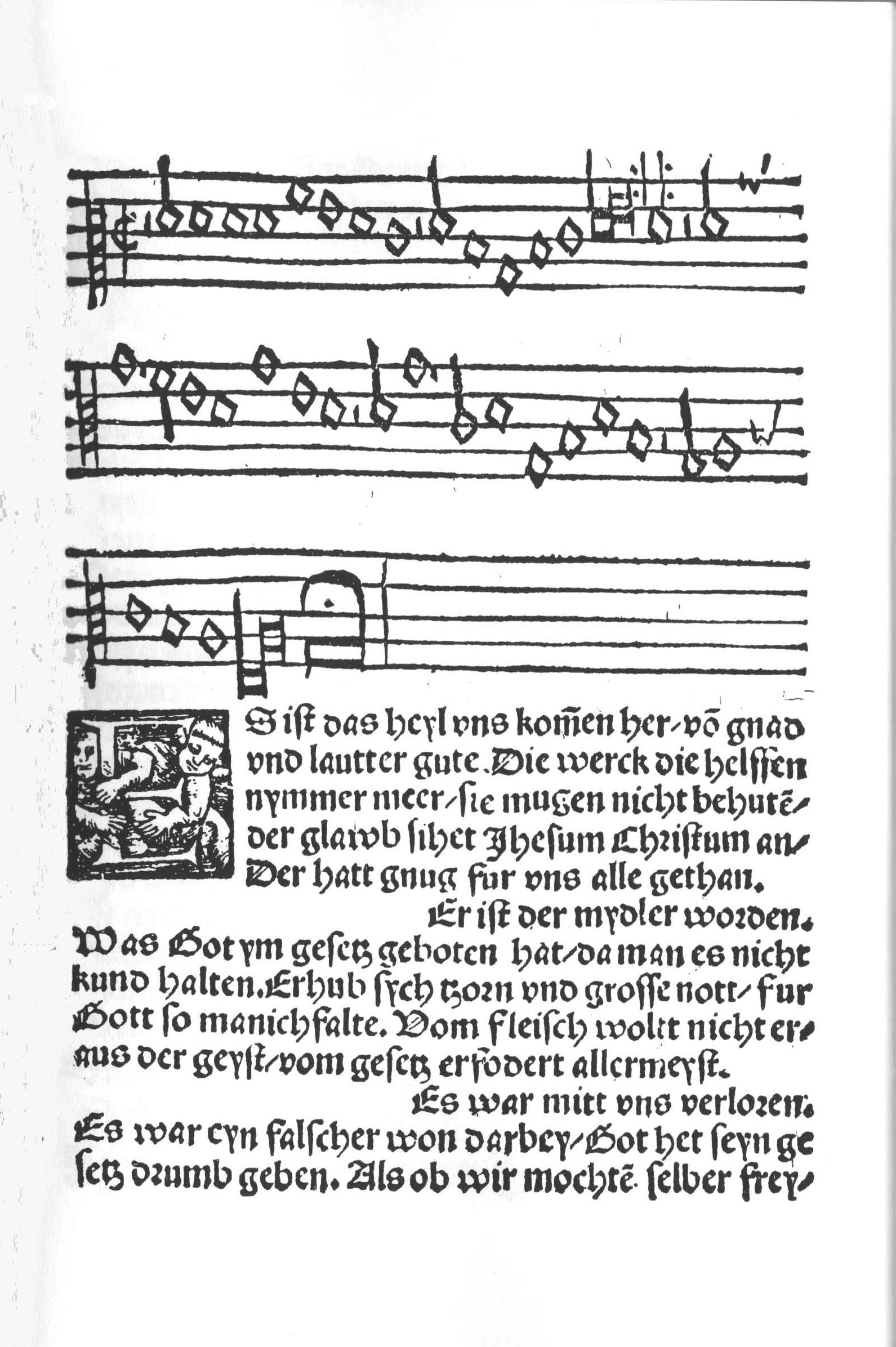
"Es ist das heyl vns kommen her," 1524

Luego de que Speratus fuera liberado de la prisión, fue con su mujer a reencontrarse con Lutero en Wittenberg. En 1523, Speratus ayudó a Lutero a crear el primer Himnario Luterano, el Achtliederbuch, publicado en 1524. Este himnario contenía únicamente ocho cantos: cuatro de Lutero, tres de Speratus y uno de Justo Jonas. Todas las obras fueron publicadas el mismo año en el Erfurt Enchiridion, una colección de 26 himnos.

### Es ist das Heil uns kommen her
Speratus escribió la letra de este himno mientras estaba en prisión: la melodía se tomó de un coral del siglo XV.
Los 14 versos del texto exponen las enseñanzas de Lutero respecto a la salvación por la fe más que por las buenas obras. De acuerdo con Scott Hendrix, «no sólo hace hincapié en la justificación por la fe sola, sino que también expone la vitalidad de la fe que se manifiesta en el servicio a los demás».